# Пірліндол
Пірліндол (англ. Pirlindole, лат. Pirlindolum) — синтетичний лікарський засіб, який має чотирициклічну структуру та є похідним індолу та належить до групи інгібіторів моноамінооксидази. Пірліндол застосовується перорально. Пірліндол розроблений та уперше синтезований у Радянському Союзі, та застосовується переважно в Росії, а також деяких інших країнах пострадянського простору. В Україні реєстрація пірліндолу закінчилась у липні 2013 року.

## Фармакологічні властивості
Пірліндол — лікарський засіб, що має чотирициклічну структуру та належить до групи зворотніх інгібіторів моноамінооксидази. Механізм дії препарату полягає в зворотньому інгібуванні ферменту моноаміноксидази, що призводить до блокування дезамінування серотоніну, дещо менше норадреналіну та зовсім незначно тираміну. Наслідком цього є накопичення нейромедіаторів у синаптичній щілині, посилення постсинаптичної імпульсації, зниження функціональної активності бета-адренорецепторів та серотонінових рецепторів головного мозку, наслідком чого є нормалізація адренергічної та серотонінових систем мозку та відновлення їх рівноваги, що призводить до купування депресивних станів. Пірліндол також спричинює зворотнє нейрональне захоплення нейроамінів, що також сприяє посиленню антидепресивної дії препарату. Препарат має як тимоаналептичну дію, так і регулюючий вплив на центральну нервову систему, який полягає в активації нервової системи у хворих із депресією та заспокійливій дії на хворих у збудженому стані. Піразидол має також ноотропні властивості та покращує когнітивну функцію мозку. Препарат спричинює лише короткочасне та зворотнє інгібування моноаміноксидази, тому при його застосуванні спостерігається менше побічних ефектів, а також відсутня м-холінолітична дія. Пірліндол застосовується для лікування депресій різного походження, особливо з явищами загальмованості, а також із тривожно-депресивним або тривожно-маячним компонентом. Препарат застосовується при маніакальних станах у хворих із біполярним афективним розладом і шизофренією, при інволюційних депресіях, а також при алкогольному абстинентному синдромі. Пірліндол може застосовуватися також при хронічному больовому синдромі, а також для лікування нікотинової залежності.

### Фармакокінетика
Пірліндол добре, але відносно повільно всмоктується після перорального застосування. Біодоступність препарату становить лише 20—30 % у зв'язку із ефектом першого проходження препарату через печінку. Максимальна концентація пірліндолу в крові досягається протягом 2—8 годин після прийому препарату. Пірліндол добре (на 90—95 %) зв'язується з білками плазми крові. Пірліндол проникає через гематоенцефалічний бар'єр, через плацентарний бар'єр, та виділяється в грудне молоко. Метаболізується препарат у печінці з утворенням спочатку активного, а пізніше неактивних метаболітів. Виводиться пірліндол із організму у вигляді метаболітів переважно із сечею (50—75 %), частково із калом та жовчю (25—45 %). Період напіввиведення препарату становить 185 годин, при порушеннях функції печінки цей час може збільшуватися.

## Покази до застосування
Пірліндол застосовують для лікування депресій різного походження, особливо з явищами загальмованості, а також із тривожно-депресивним або тривожно-маячним компонентом, при маніакальних станах у хворих із біполярним афективним розладом і шизофренією, при інволюційних депресіях, а також при алкогольному абстинентному синдромі.

## Побічна дія
При застосуванні пірліндолу спостерігається незначна кількість побічних ефектів, найчастішими з яких є сухість у роті, гіпергідроз, тремор рук, тахікардія, нудота, запаморочення.

## Протипокази
Пірліндол протипоказаний при підвищеній чутливості до препарату, гострих запальних захворюваннях печінки та хворобах кровотворної системи.

## Форми випуску
Пірліндол випускається у вигляді таблеток по 0,025 і 0,05 г.